# Titaniska primtal
Titaniska primtal är ett begrepp som myntades av Samuel Yates på 1980-talet, för att beteckna primtal med åtminstone 1000 siffror.  Då var inte många sådana primtal kända, men för dagens datorer är beräkningen enkel varför ständigt nya rekord slås.
På 1980-talet påbörjades en lista över ”titanic primes” med över 1000 siffror. Den som lyckades bevisa ett sådant tal fick enligt Yates titulera sig ”titan”. Den från början korta listan omfattar numera tiotusentals titaniska primtal och man har börjat tala även om gigantiska primtal  och megaprimtal.
De 30 minsta titaniska primtalen har formen:
{\displaystyle p=10^{999}+n,}
där n är någon av talen 7, 663, 2121, 2593, 3561, 4717, 5863, 9459, 11239, 14397, 17289, 18919, 19411, 21667, 25561, 26739, 27759, 28047, 28437, 28989, 35031, 41037, 41409, 41451, 43047, 43269, 43383, 50407, 51043, 52507, 55587, 59877, 61971, 62919, 63177, … (talföljd A074282 i OEIS).
De först upptäckta titaniska primtalen var Mersenneprimtalet 24253−1 med 1281 siffror och 24423−1 med 1332 siffror. Båda hittades den 3 november 1961 av den amerikanske matematikern Alexander Hurwitz. Vilket av talen som hittades först är en definitionsfråga, eftersom talet 24253−1 beräknades först, men Hurwitz råkade se resultatet av datorberäkningen för 24423−1 först.

## Fotnoter
1. ↑  Gigantiska primtal består av minst 10000 siffror
2. ↑  Megaprimtal består av minst en miljon siffror